# Ayene (Haut-Nyong)
Pour les articles homonymes, voir Ayene.
Ayene ou Ayéné est un village du Cameroun situé dans la région de l'Est et dans le département du Haut-Nyong. Ayene fait partie de la commune de Dimako.

## Population
Ayene comptait 656 habitants lors du recensement de 2005, dont 322 hommes et 334 femmes.